# Uppsala
Uppsala este al patrulea oraș ca mărime din Suedia, după Stockholm, Göteborg, Malmö, având în anul 2005 o populație de 188.478 locuitori. Este reședinta regiunii Uppsala și face parte din provincia istorică Uppland. Suprafața orașului este de 2,465 km², și a fost fondat în 1286. Uppsala este situat la o distanță de 70 km de la capitala Stockholm, și este accesibil cu trenul foarte repede de la Stockholm. Uppsala este un centru important universitar. Universitatea din Uppsala este cea mai veche din Scandinavia, fondată în 1477.

## Demografie
| \| Evoluția demografică a zonei urbane Uppsala, 1970–2015 \| Evoluția demografică a zonei urbane Uppsala, 1970–2015 \| Evoluția demografică a zonei urbane Uppsala, 1970–2015 \| Evoluția demografică a zonei urbane Uppsala, 1970–2015 \| Evoluția demografică a zonei urbane Uppsala, 1970–2015 \| \| --------------------------------------------------------------------------------------- \| ------------------------------------------------------ \| ------------------------------------------------------ \| ------------------------------------------------------ \| ------------------------------------------------------ \| \| An \| \| \| Locuitori \| \| \| 1970 \| 1970 \| \| 92.624 \| 92.624 \| \| 1975 \| 1975 \| \| 101.850 \| 101.850 \| \| 1980 \| 1980 \| \| 102.102 \| 102.102 \| \| 1990 \| 1990 \| \| 109.497 \| 109.497 \| \| 1995 \| 1995 \| \| 119.979 \| 119.979 \| \| 2000 \| 2000 \| \| 124.036 \| 124.036 \| \| 2005 \| 2005 \| \| 128.409 \| 128.409 \| \| 2010 \| 2010 \| \| 140.454 \| 140.454 \| \| 2015 \| 2015 \| \| 149.245 \| 149.245 \| \| Sursa: SCB - Statistika Centralbyrån, Folkmängden per tätort. Vart femte år 1960 - 2016 \| \| \| \| \| |      |  |           |         |
| Evoluția demografică a zonei urbane Uppsala, 1970–2015 |      |  |           |         |
| An |      |  | Locuitori |         |
| 1970 | 1970 |  | 92.624    | 92.624  |
| 1975 | 1975 |  | 101.850   | 101.850 |
| 1980 | 1980 |  | 102.102   | 102.102 |
| 1990 | 1990 |  | 109.497   | 109.497 |
| 1995 | 1995 |  | 119.979   | 119.979 |
| 2000 | 2000 |  | 124.036   | 124.036 |
| 2005 | 2005 |  | 128.409   | 128.409 |
| 2010 | 2010 |  | 140.454   | 140.454 |
| 2015 | 2015 |  | 149.245   | 149.245 |
| Sursa: SCB - Statistika Centralbyrån, Folkmängden per tätort. Vart femte år 1960 - 2016 |      |  |           |         |

## Persoane notabile

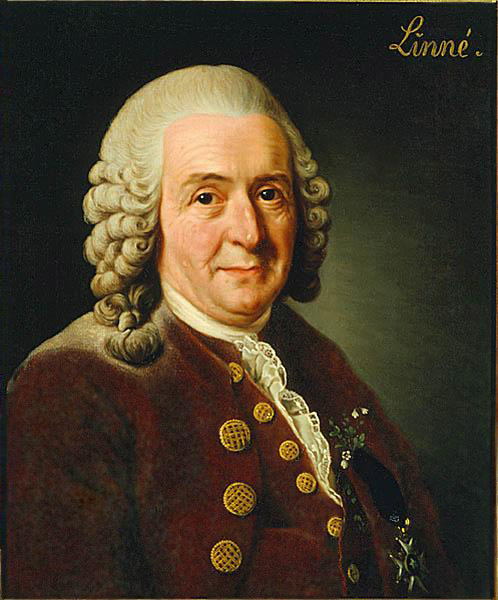
Carolus Linnaeus, om de știință

- Anders Jonas Ångström (1814–1874), fizician
- Svante Arrhenius (1859–1927), om de știință
- Ingmar Bergman (1918–2007), regizor de filme
- Jöns Jakob Berzelius
- Hans Blix
- Arvid Carlsson
- Anders Celsius (1701–1744), astronom
- Adiam Dymott
- Lars Edlund (1922–2013), compozitor
- Ulf Ekman, pastor
- Stefan Eriksson
- Martin Eriksson muzician, membru al E-Type
- Malena Ernman
- Torsten Hallman, fost campion mondial de motocross
- Lars Hollmer
- Dag Hammarskjöld
- Mattias Klum
- Carl-Bertil Laurell
- Dave Lepard (1980–2006), muzician
- Bruno Liljefors, pictor
- Ruben Liljefors
- Viveca Lindfors (1920–1995), actriță
- Carolus Linnaeus (1707–1778), om de știință
- Veronica Maggio
- Jan Mårtenson, scriitor suedez și diplomat
- Håkan Nesser
- Stefan Parkman
- Emma Rendel (1976–), artist
- Hans Rosling
- Olaus Rudbeckius
- Dina Schneidermann
- Roine Stolt
- Owe Thörnqvist
- Rebecka Törnqvist
- Magnus Hellberg, jucător de hockey AHL
- Hillevi Rombin, Miss Suedia 1955, Miss Univers 1955

Dintre aceștia, Arrhenius, Bergman, Blix, Carlsson, Celsius, Dymott, ambii Erikssons, Hallman, Klum, Laurell, ambii Liljeforses, Mårtenson, Parkman, Rosling, Stolt, Dave Lepard, Thörnqvist și Törnqvist s-au născut în Uppsala.